# Roadrunner (film)
A Roadrunner az ausztrál sivatagban játszódó, egy elvetemült bűnözőről, kivégzendő áldozatáról és egy furcsán működő pisztolyról szóló fekete humorú kisjátékfilm Kiah Roach-Turner magánprodukciójában. A rendkívül szabadszájú filmben 7 perc alatt 35 alkalommal hangzik el a fuck szó.

A kivégzendő csuklyás

## Cselekmény
|  | Alább a cselekmény részletei következnek! |

Egy kompresszoros, V8-as autó megy az ausztrál vörös sivatag, az Outback valamelyik távoli földútján. Az első üléseken két igazi tébolyult keményfiú, a hátsó ülésen egy megkötözött, összevert, a fejét takaró csuklyát viselő, de mint később kiderül, igen jól futó egyén ül. A Mad Max Super Pursuit Interceptor jellegű kocsiban üvölt a heavy metal.
Mikor úgy vélik alkalmas a hely, kiszállnak, a megkötözött egyént kirángatják, majd ezt követné a kivégzés. A kockás inges pisztolyt fog rá, gúnyos mosollyal elsüti, de a pisztoly csütörtököt mond. A tár rendben, töltények is vannak, de az ismételt rálövések sem sülnek el. Düh- és káromkodórohamot kap, majd átadja a pisztolyt a fehér trikósnak. Az is többször rálő a csuklyásra, de a pisztoly nála sem sül el.
A keményfiúk üvöltözni kezdenek egymással, a kockás vissza akarja venni az elromlott pisztolyt, de az a lökdösődés során elsül, a fehér trikós meghal. Ezalatt a csuklyás elszalad. A kockás inges utána lő, de a pisztoly megint nem sül el. Utána futna, de nem éri utol. Utána akar menni kocsival, de a kocsi nem indul. Lát egy autót közeledni, mosolyt erőltetve az arcára lestoppolja, majd a pisztolyt a sofőrre fogva ráparancsol, hogy üsse el a menekülőt. Az utána is megy, de az utolsó pillanatban félrerántja a kormányt, a kocsi megbillen. A kockásinges beveri a fejét, ezalatt a sofőr elszalad.
A kockásinges a kocsival a csuklyás után akar menni, hogy lelője, vagy elgázolja, de ez az autó sem indul, a kockásinges már őrjöng dühében. Jön egy harmadik autó, azt is lestoppolja, majd a sofőrt félrelöki az anyósülésre és maga megy bosszút állni. Az előző autó menekülő vezetője azt hiszi, hogy egy másik autó jön, segítséget kérne, de a kockásinges szándékosan elgázolja. A harmadik kocsi tulajdonosa ekkor védekezni próbál, erre az addigra teljesen elborult kockásinges rálő, kilöki a kocsiból, majd őt is elgázolja.
Ketten maradnak, a kockásinges és az azóta is menekülő csuklyás. Ördögi vigyorral utánamegy, már elütné, amikor a kocsi füstölni kezd és egy méterre a csuklyástól leáll. Örjöngve kirohan, rálő, de a pisztoly megint nem sül el. A csuklyás megint elfut, a kockásinges nem éri utol, de egy kókuszdiót utánahajít, ami fején találja, a csuklyás elesik. A kockásinges öntelt vigyorral odamegy hozzá, ráfogja a pisztolyt. A csuklyától szinte semmit nem látó potenciális áldozat ekkor hirtelen feltápászkodik, fejével eközben véletlenül felfelé löki a kockásinges kezét. A felcsapódó pisztoly elsül és állon lövi a kockásingest, aki meghal. A csuklyás jobb híján tovább fut a sivatagban.
|  | Itt a vége a cselekmény részletezésének! |

## Szereplők
- Jay Gallagher - kockásinges
- Luke McKenzie - fehér trikós
- Tristan Roach-Turner - megkötözött kezű csuklyás
- Tim Namour - a második autó vezetője
- Nevan Lalich - a harmadik autó vezetője

## Forgatási helyszín
A filmet Broken Hilltől mintegy hatvan kilométerre északnyugatra forgatták, a Broken Hill felől Silvertone településen keresztül erre tartó országút mentén, az Eldee Station szabadidőközpont mellett, Új-Dél-Wales államban. A Mad Max - Az Országúti Harcos című film egyes jeleneteit innen néhány kilométerre forgatták.

## Díjak, elismerések
A film a 2008-as ausztrál rövidfilmfesztiválon (Reel Deal Film Festival 2008) a következő díjakat nyerte:
- Legjobb film
- Legjobb rendező: Kiah Roach-Turner
- Legjobb színész: Jay Gallagher